# Péczely Sarolta
Kodály Zoltánné Péczely Sarolta (Dombóvár, 1940. november 5. –) énekművész, egyetemi docens. Kodály Zoltán felesége 1959-től a zeneszerző haláláig.

## Életútja
Édesapja dr. Péczely László neves irodalomtudós, a Dombóvári Királyi Katolikus Esterházy Miklós Nádor Főgimnázium tanára volt.
Öt évesen népdaléneklési versenyt nyert a lakóhelyén, s akkor találkozott először Kodály Zoltánnal, a 20. század egyik legnagyobb magyar zeneszerzőjével (és egyben későbbi férjével), aki 1945. november 23. és 1946. január 8. között (így a verseny idején is) Dombóváron tartózkodott.
Szülővárosában a Szent Orsolya-rend tanintézményében teljesítette alapiskoláit, majd a középiskolát Pécsett végezte el, 1958-ban érettségizett.
Végzését követően a fővárosban szeretett volna tovább tanulni, fel is vették a Liszt Ferenc Zeneművészeti Főiskolára, ahol énektanár és karvezető szakra került, Andor Ilona karvezetőnőhöz. Ezért édesapja, aki személyesen ismerte Kodályt, a komponistától kért segítséget az ifjú lány számára budapesti albérlet szerzéséhez. 
Kodály nagyjából ebben az időszakban, 1958. november 22-én vesztette el első feleségét, Sándor Emmát. Kivárta a gyászévet, de alig több mint egy évi gyász után, 1959. december 18-án, 77 évesen feleségül vette a fiatal zeneakadémista Péczely Saroltát. A jelentős korkülönbség feltűnést keltett az akkori magyar kulturális közéletben, de az új házasság révén visszatért a komponista életkedve.
Sarolta 1970–1980 között Berlinben, a Hochschule für Musik „Hanns Eisler” magánének szakán tanult, Dagmar Freiwald-Lange növendékeként. Később a Színház- és Filmművészeti Főiskola, valamint a Liszt Ferenc Zeneművészeti Főiskola tanára is volt, egyetemi docensi címig jutott. Magyarországon kívül Japánban, Németországban, Olaszországban, Finnországban és az Egyesült Államokban is tartott rendszeresen mesterkurzusokat és dalesteket.

## Tagságai
- A Nemzetközi Kodály Társaság tiszteletbeli elnöke
- Jyväskyläi Egyetem díszdoktora

Alapító tagja:
- Kodály Zoltán Zenepedagógiai Intézet, Kecskemét
- Kodály Zoltán Emlékmúzeum és Archívum, Budapest

## Díjai, elismerései
- A Finn Rózsa Rend tulajdonosa
- Pro Urbe díj Kecskemét és Budapest
- Dombóvár díszpolgára - 2018
- A Magyar Kultúra Lovagja - 2016
- A Magyar Érdemrend középkeresztje - 2013